# Diocesi di Girardota
La diocesi di Girardota (in latino: Dioecesis Girardotanensis) è una sede della Chiesa cattolica in Colombia suffraganea dell'arcidiocesi di Medellín. Nel 2021 contava 184.032 battezzati su 190.320 abitanti. È retta dal vescovo Juan Manuel Toro Vallejo.

## Territorio
La diocesi comprende 11 comuni nella parte centrorientale del dipartimento colombiano di Antioquia: Alejandría, Barbosa, Caracolí, Cisneros, Concepción, Girardota, Maceo, San Roque, Santo Domingo, Yolombó e il distretto di Las Virginias nel comune di Puerto Berrío.
Sede vescovile è la città di Girardota, dove si trova la cattedrale di Nostra Signora del Rosario.
Il territorio si estende su una superficie di 2.445 km² ed è suddiviso in 33 parrocchie, raggruppate in 2 vicariati: Girardota e Nús.

## Storia
La diocesi è stata eretta il 18 giugno 1988 con la bolla Qui peculiari di papa Giovanni Paolo II, ricavandone il territorio dalle diocesi di Barrancabermeja e di Sonsón-Rionegro e dall'arcidiocesi di Medellín.

## Cronotassi dei vescovi
Si omettono i periodi di sede vacante non superiori ai 2 anni o non storicamente accertati.
- Óscar Ángel Bernal † (18 giugno 1988 - 4 luglio 1996 deceduto)
- Héctor Ignacio Salah Zuleta (21 febbraio 1998 - 13 maggio 2005 nominato vescovo di Riohacha)
  - Óscar González Villa (24 aprile 2006 - 10 giugno 2006 dimesso) (vescovo eletto)
- Gonzalo Restrepo Restrepo (11 luglio 2006 - 16 luglio 2009 nominato arcivescovo coadiutore di Manizales)
- Guillermo Orozco Montoya (2 febbraio 2010 - 21 marzo 2024 ritirato)
- Juan Manuel Toro Vallejo, dal 21 marzo 2024

## Statistiche
La diocesi nel 2021 su una popolazione di 190.320 persone contava 184.032 battezzati, corrispondenti al 96,7% del totale.
| anno | popolazione | popolazione | popolazione | presbiteri | presbiteri | presbiteri | presbiteri                | diaconi | religiosi | religiosi | parrocchie |
| anno | battezzati  | totale      | %           | numero     | secolari   | regolari   | battezzati per presbitero | diaconi | uomini    | donne     | parrocchie |
| ---- | ----------- | ----------- | ----------- | ---------- | ---------- | ---------- | ------------------------- | ------- | --------- | --------- | ---------- |
| 1990 | 188.000     | 190.000     | 98,9        | 40         | 40         |            | 4.700                     |         |           | 60        | 20         |
| 1999 | 153.899     | 158.899     | 96,9        | 44         | 44         |            | 3.497                     |         |           | 76        | 18         |
| 2000 | 150.000     | 151.899     | 98,7        | 46         | 46         |            | 3.260                     |         |           | 89        | 18         |
| 2001 | 150.000     | 153.899     | 97,5        | 44         | 44         |            | 3.409                     |         |           | 91        | 20         |
| 2002 | 150.000     | 153.899     | 97,5        | 59         | 59         |            | 2.542                     | 1       |           | 92        | 22         |
| 2003 | 155.000     | 158.500     | 97,8        | 46         | 46         |            | 3.369                     | 1       |           | 92        | 22         |
| 2004 | 180.000     | 200.000     | 90,0        | 57         | 57         |            | 3.157                     |         |           | 45        | 23         |
| 2006 | 186.000     | 206.000     | 90,3        | 58         | 58         |            | 3.206                     |         |           | 80        | 25         |
| 2013 | 189.600     | 225.000     | 84,3        | 63         | 63         |            | 3.009                     | 1       | 3         | 57        | 30         |
| 2016 | 185.985     | 198.355     | 93,8        | 61         | 60         | 1          | 3.048                     | 3       | 6         | 52        | 33         |
| 2019 | 186.986     | 195.650     | 95,6        | 62         | 60         | 2          | 3.015                     | 6       | 6         | 46        | 33         |
| 2021 | 184.032     | 190.320     | 96,7        | 64         | 61         | 3          | 2.875                     |         | 5         | 36        | 33         |